# Gaber pri Črmošnjicah
Gaber pri Črmošnjicah – wieś w Słowenii, w gminie Semič. W 2018 roku liczyła pozostawała niezamieszkana.